# Miss Grand Internacional 2022
Miss Grand Internacional 2022 fue la 10.ª edición del certamen Miss Grand Internacional, correspondiente al año 2022. La final se llevó a cabo el 25 de octubre en el Centro Internacional de Convenciones de Sentul, ubicado en la ciudad Bogor, Indonesia. Candidatas de 68 países y territorios autónomos compitieron por el título. Al final del evento, Nguyễn Thúc Thùy Tiên, Miss Grand Internacional 2021 de Vietnam, coronó a Isabella Menin, de Brasil, como su sucesora.

## Resultados
| Posiciones                    | Candidata |
| ----------------------------- | --- |
| Miss Grand Internacional 2022 | - Brasil - Isabella Menin |
| Primera Finalista             | - Tailandia - Engfa Waraha |
| Segunda Finalista             | - Indonesia - Andina Julie |
| Tercera Finalista             | - Venezuela - Luiseth Materán |
| Cuarta Finalista              | - República Checa - Mariana Bečkova |
| Semifinalistas (Top 10)       | - Camboya - Pich Votey - Colombia - Priscilla Londoño - España - Hirisley Jiménez - Mauricio - Yuvna Gookool § (Renunció) - Filipinas - Roberta Tamondong (Asumió) - Puerto Rico - Oxana Rivera                                                                                                  |
| Cuartofinalistas (Top 20)     | - Curazao - Kanisha Sluis - Dinamarca - Victoria Kjær Theilvig - Honduras - Saira Cacho - México - Laysha Salazar - Nigeria - Damilola Bolarinde - Paraguay - Agatha León - Perú - Janet Leyva - Reino Unido - Sofía Mayers - República Dominicana - Jearmanda Ramos - Vietnam - Đoàn Thiên Ân Δ |

- § Votada por el público de todo el Mundo vía internet para completar el cuadro de las 10 semifinalistas.
- Δ Votada por el público de todo el Mundo vía Facebook para completar el cuadro de las 20 cuartofinalistas.

### Orden de clasificación
| Top 20               | Top 10          | Top 5           |
| -------------------- | --------------- | --------------- |
| Vietnam Δ            | Mauricio §      | Brasil          |
| Honduras             | República Checa | Indonesia       |
| Indonesia            | Puerto Rico     | Tailandia       |
| Nigeria              | Tailandia       | República Checa |
| Dinamarca            | España          | Venezuela       |
| Camboya              | Indonesia       |                 |
| Reino Unido          | Brasil          |                 |
| Filipinas            | Colombia        |                 |
| Tailandia            | Venezuela       |                 |
| España               | Camboya         |                 |
| República Checa      |                 |                 |
| República Dominicana |                 |                 |
| México               |                 |                 |
| Paraguay             |                 |                 |
| Colombia             |                 |                 |
| Perú                 |                 |                 |
| Curazao              |                 |                 |
| Puerto Rico          |                 |                 |
| Venezuela            |                 |                 |
| Brasil               |                 |                 |

- § Votada por el público de todo el Mundo vía internet para completar el cuadro de las 10 semifinalistas.
- Δ Votada por el público de todo el Mundo vía Facebook para completar el cuadro de las 20 cuartofinalistas.

### Premios especiales
| Título                       | Candidata                                                                                              |
| ---------------------------- | --- |
| Mejor Traje Nacional         | - Perú - Janet Leyva - Vietnam - Đoán Thiên Ân - Reino Unido - Sofía Mayers - Tailandia - Engfa Waraha |
| Mejor en Traje de Gala       | - México - Laysha Salazar                                                                              |
| Miss Social Media by MS Glow | - República Checa - Mariana Bečková                                                                    |
| Miss Voto Popular            | - Mauricio - Yuvna Gookool                                                                             |
| Country’s Power of the Year  | - Vietnam - Đoán Thiên Ân                                                                              |

## Antecedentes

### Sede y fecha

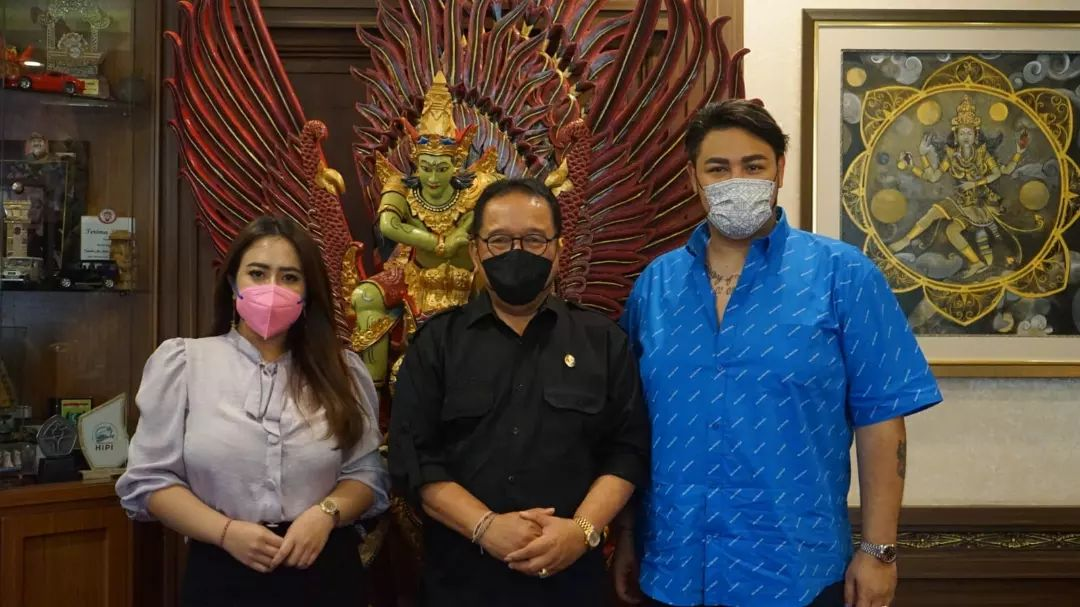
El director nacional de Miss Grand Indonesia, Ivan Gunawan (derecha) y la empresaria de Bali, Maharani Kemala (izquierda) realizaron la coordinación inicial con el vicegobernador de Bali, Prof. Tjokorda Oka Artha Ardana Sukawati para la preparación de Miss Grand Internacional 2022.

En la noche de coronación final de Miss Grand Internacional 2021 en Tailandia, el anfitrión del evento anunció además que la edición del décimo aniversario del certamen tendrá lugar en Indonesia el 25 de octubre, con las actividades previas al certamen en el destino turístico isla de Bali, y la noche de la coronación final en la ciudad capital, Yakarta. El evento contó con el amplio apoyo de la ministro de Turismo y Economía Creativa de Indonesia, Sandiaga Uno, y de la vicepresidenta de la Décima Comisión del Consejo Representativo del Pueblo, Hetifah Sjaifudian, quien ha sido nombrada madrina de la industria de los concursos de belleza de Indonesia. Además, mediante la generación de empleo adicional en la comunidad, se prevé que la implementación del concurso apoye la recuperación de la economía local de Indonesia de la pandemia de COVID-19 en curso.

## Candidatas
68 candidatas compitieron por el título:
(En la tabla se utiliza su nombre completo, los sobrenombres van entrecomillados y los apellidos utilizados como nombre artístico, entre paréntesis; fuera de ella se utilizan sus nombres «artísticos» o simplificados).
| País/Territorio      | Candidata                                | Edad | Residencia                 |
| -------------------- | ---------------------------------------- | ---- | -------------------------- |
| Alemania             | Kim Kelly Braun                          | 28   | Mannheim                   |
| Angola               | Teresa Antonio Sara                      | 25   | Soyo                       |
| Argentina            | Camila Alejandra Barraza                 | 29   | Buenos Aires               |
| Australia            | Amber Sidney Dew                         | 25   | Melbourne                  |
| Bangladés            | Towhida Tusnim Tifa                      | 24   | Gazipur                    |
| Bélgica              | Chiara Delphine Vanderveeren             | 27   | Oud-Heverlee               |
| Bielorrusia          | Marina Viazankova                        | 28   | Minsk                      |
| Bolivia              | María Camila Sanabria Pereyra            | 27   | Santa Cruz de la Sierra    |
| Brasil               | Isabella Novaes Menin                    | 25   | Marília                    |
| Camboya              | Pich Votey Saravody                      | 23   | Sihanoukville              |
| Canadá               | Mildred Rincón                           | 25   | Calgary                    |
| Chile                | Karina Elizabeth Pérez Gres              | 24   | Santiago de Chile          |
| China                | Shirley Yu                               | 28   | Shanghái                   |
| Colombia             | Priscilla Londoño                        | 28   | Manizales                  |
| Corea del Sur        | Juyeon Lee                               | 26   | Seúl                       |
| Costa Rica           | Brenda Jasmín Muñoz Hernández            | 28   | Santa Cruz                 |
| Crimea               | Yuliia Pavlikova                         | 28   | Kerch                      |
| Cuba                 | Fabién Laurencio de la Concepción        | 28   | La Habana                  |
| Curazao              | Kanisha Sluis Ricardo                    | 26   | Willemstad                 |
| Dinamarca            | Victoria Kjær Theilvig                   | 19   | Søborg                     |
| Ecuador              | Lisseth Estefanía Naranjo Goya           | 24   | Cuenca                     |
| El Salvador          | Noor Mohamed                             | 22   | San Salvador               |
| España               | Hirisley Jiménez Marrero                 | 20   | Las Palmas de Gran Canaria |
| Estados Unidos       | Emily Rose DeMure                        | 24   | Boulder                    |
| Filipinas            | Roberta Angela Santos Tamondong          | 19   | San Pablo                  |
| Francia              | Lucie Carbone                            | 24   | Riviera Francesa           |
| Ghana                | Zahara-Imani «Priscilla» Bossman-Pinkrah | 21   | Cape Coast                 |
| Guatemala            | Mónica Andrea Aguilar Radford            | 27   | Barberena                  |
| Haití                | Paul Anne Paame Estima                   | 21   | Puerto Príncipe            |
| Honduras             | Saira Stephany Cacho Álvarez             | 21   | Tegucigalpa                |
| Hong Kong            | Chan Mei To                              | 27   | Isla de Hong Kong          |
| India                | Praachi Nagpal                           | 24   | Haiderabad                 |
| Indonesia            | Andina Julie                             | 20   | Muara Enim                 |
| Irlanda              | Peace Olaniyi                            | 28   | Dublín                     |
| Italia               | Miriam Malerba                           | 18   | Terlizzi                   |
| Jamaica              | Kim-Marie Spence                         | 23   | Saint Elizabeth            |
| Japón                | Seira Inoue                              | 25   | Tokio                      |
| Laos                 | Phoutsavanh Vongkhamxao                  | 25   | Vientián                   |
| Malasia              | Charissa Chong Su Huey                   | 28   | Subang Jaya                |
| Mauricio             | Yuvna Rinishta Gookool                   | 22   | Grand Port                 |
| México               | Laysha Anaili Salazar Ocejo              | 20   | Hermosillo                 |
| Mongolia             | Elena Egorova                            | 25   | Ulán Bator                 |
| Mozambique           | Suema Abdul Rachid                       | 25   | Montepuez                  |
| Myanmar              | Kansuda Chanakeeree                      | 24   | Tak                        |
| Nepal                | Aishworya Shrestha                       | 25   | Katmandú                   |
| Nicaragua            | Maycrin Juliette Jáenz                   | 23   | Granada                    |
| Nigeria              | Damilola Bolarinde                       | 25   | Lagos                      |
| Países Bajos         | Marit Beets                              | 22   | Volendam                   |
| Pakistán             | Aneesa Sheikh                            | 19   | Detroit                    |
| Panamá               | Laura Sofía de Sanctis Natera            | 26   | Ciudad de Panamá           |
| Paraguay             | Agatha Cristal Flores León               | 21   | Ciudad del Este            |
| Perú                 | Janet Marihan Leyva Rodríguez            | 25   | Callao                     |
| Polonia              | Natalia Gryglewska                       | 24   | Częstochowa                |
| Portugal             | Sabrina Gladio Ribeiro                   | 27   | Lisboa                     |
| Puerto Rico          | Oxana Isabel Rivera Álvarez              | 28   | Dorado                     |
| Reino Unido          | Sofia Mayers                             | 22   | Kent                       |
| República Checa      | Mariana Bečková                          | 23   | Praga                      |
| República Dominicana | Jearmanda Ramos Rosario                  | 22   | Puerto Plata               |
| Rusia                | Ekaterina Astashenkova                   | 24   | Vladivostok                |
| Singapur             | Emilbiany Nenggal Intong                 | 24   | Honolulu                   |
| Sri Lanka            | Nihari Perera                            | 22   | Colombo                    |
| Sudáfrica            | Lu-Juan Mzyk                             | 21   | Pretoria                   |
| Tailandia            | Engfa Waraha                             | 27   | Bangkok                    |
| Turquía              | Derya Izabella Koch                      | 28   | Schwabach                  |
| Ucrania              | Olga Vasyliv                             | 22   | Ivano-Frankivsk            |
| Uganda               | Oliver Mujuzi Nakakande                  | 27   | Bombo                      |
| Venezuela            | Luiseth Emiliana Materán Bolaño          | 26   | Los Teques                 |
| Vietnam              | Đoàn Thiên Ân                            | 22   | Long An                    |

### Candidatas retiradas
- Camerún - Angèle Kossinda Bourmassou
- Kazajistán - Yekaterina Pavlovna Agapova
- Kirguistán - Jamilya Jyrgalbekova
- Kosovo - Edona Aliu
- República Democrática del Congo - Caroline Kondé

### Candidatas reemplazadas
- Bélgica - Alyssa Gilliaert fue reemplazada por Chiara Delphine Vanderveeren.
- Bolivia - Alonda Mercado Campos fue reemplazada por María Camila Sanabria Pereyra.
- Cuba - Daniela Espinosa Hernández fue reemplazada por Fabién Laurencio de la Concepción.
- Ecuador - María Emilia Vásquez Larrea fue reemplazada por Lisseth Estefanía Naranjo Goya.
- México - Jéssica Lizet Rodríguez Farjat fue reemplazada por Laysha Anaili Salazar Ocejo.
- Panamá - Katheryn Giselle Yejas Riaño fue reemplazada por Laura Sofía de Sanctis Natera.
- Venezuela - Evelyn Sabrina Deraneck Molina fue reemplazada por Luiseth Emiliana Materán Bolaño.

## Sobre los países en Miss Grand Internacional 2022

### Debuts
- Mozambique

### Regresos
Compitió por última vez en 2014:
- Reino Unido

Compitieron por última vez en 2016:
- Singapur
- Turquía

Compitió por última vez en 2017:
- Uganda

Compitieron por última vez en 2018:
- Dinamarca
- Ghana
- Mongolia

Compitió por última vez en 2019:
- Ucrania

Compitieron por última vez en 2020:
- Bielorrusia
- China
- Crimea
- Irlanda
- Jamaica
- Polonia

### Naciones ausentes
- Armenia
- Egipto
- Irlanda del Norte
- Liberia
- Siberia
- Suecia